# Matsuhashi Rikizo
Rikizo Matsuhashi (sinh ngày 22 tháng 8 năm 1968) là một huấn luyện viên và cựu cầu thủ bóng đá người Nhật Bản, hiện đang là huấn luyện viên trưởng của câu lạc bộ J1 League FC Tokyo.

## Sự nghiệp câu lạc bộ
Rikizo Matsuhashi đã từng chơi cho Yokohama Marinos, Kyoto Purple Sanga và Jatco.

## Thống kê câu lạc bộ

### J.League
| Đội                | Năm       | J.League | J.League | J.League Cup | J.League Cup | Tổng cộng | Tổng cộng |
| Đội                | Năm       | Trận     | Bàn      | Trận         | Bàn          | Trận      | Bàn       |
| ------------------ | --------- | -------- | -------- | ------------ | ------------ | --------- | --------- |
| Yokohama Marinos   | 1992      | -        | -        | 6            | 0            | 6         | 0         |
| Yokohama Marinos   | 1993      | 3        | 0        | 2            | 0            | 5         | 0         |
| Yokohama Marinos   | 1994      | 8        | 0        | 0            | 0            | 8         | 0         |
| Yokohama Marinos   | 1995      | 6        | 0        | -            | -            | 6         | 0         |
| Kyoto Purple Sanga | 1996      | 17       | 3        | 10           | 1            | 27        | 4         |
| Kyoto Purple Sanga | 1997      | 10       | 0        | 0            | 0            | 10        | 0         |
| Tổng cộng          | Tổng cộng | 44       | 3        | 18           | 1            | 62        | 4         |